# Aula Escola Europea
Aula Escola Europea, o simplement Aula, és un centre d'ensenyament privat ubicat al barri de Pedralbes de Barcelona. Va ser fundat el 1968 pel pedagog Pere Ribera, qui havia sigut el director de la línia espanyola del Liceu Francès. El centre és conegut per haver sigut el lloc on s'han format dirigents polítics com Artur Mas, entre molts d'altres.

## Valors
El centre destaca pels seus valors catalans i internacionals, projectant Aula Escola Europea com una escola de prestigi europeu i mundial que, gràcies als seus valors de plurilingüisme, serietat i treball, ha aconseguit formar a un gran nombre d'estudiants. A més a més, molts dels els seus alumnes han estat reconeguts amb prestigiosos premis i molts dels seus alumnes han liderat i avui lideren grans projectes en tots els camps i àrees del coneixement, des de les ciències fins a les humanitats